# Tönissteiner Privatbrunnen
Die Privatbrunnen Tönissteiner Sprudel Dr. C. Kerstiens GmbH ist ein Familienunternehmen der deutschen Mineralbrunnenbranche. Es hat seinen Sitz in Brohl-Lützing im Landkreis Ahrweiler (Rheinland-Pfalz).

## Geschichte

### Namensgeber

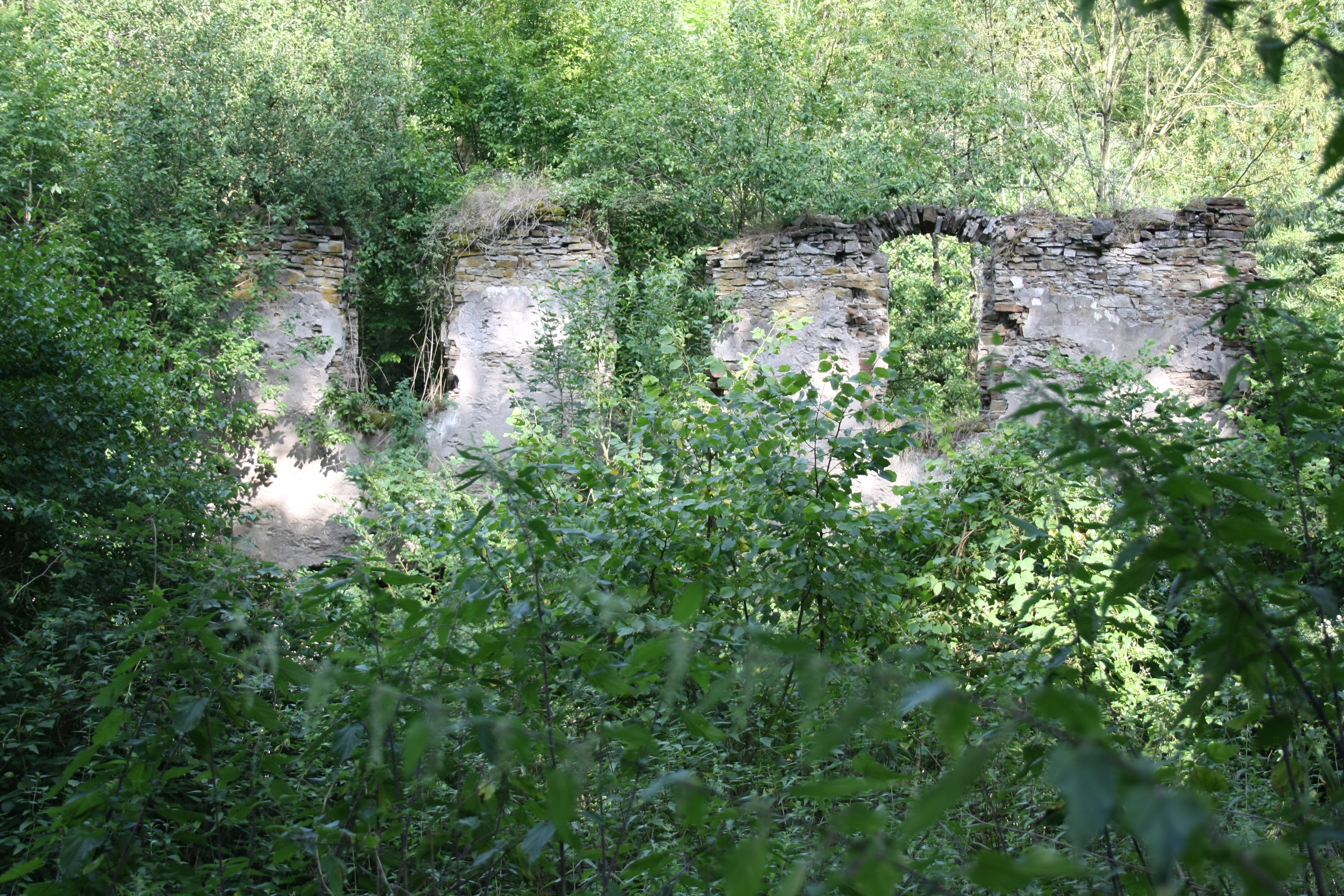
Klosterruine Tönisstein

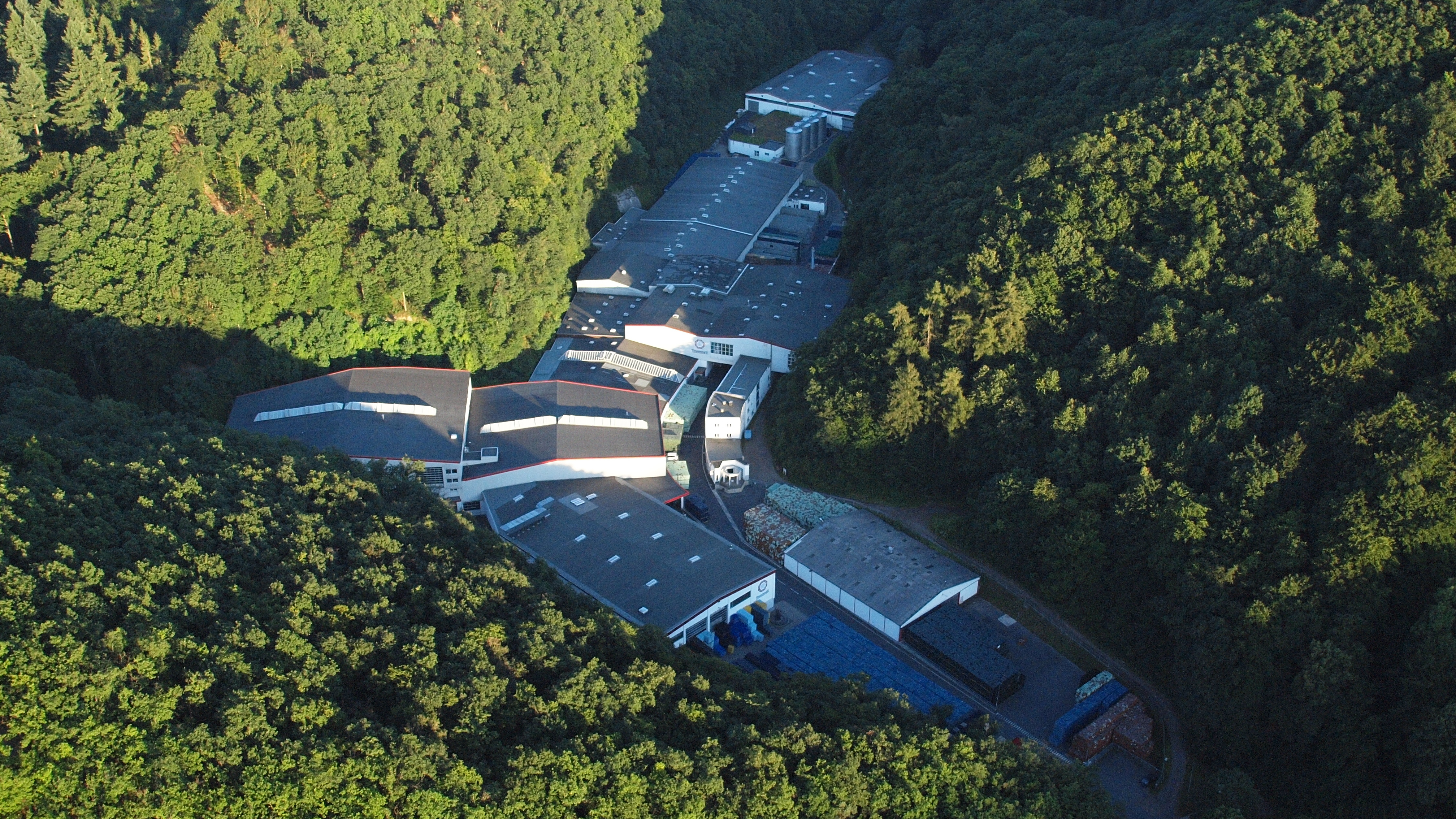
Tönissteiner Privatbrunnen im Brohltal

Nahe dem Quellgebiet von Tönissteiner Mineralwasser stand bis 1830 ein Karmeliter-Kloster (siehe auch: Klosterruine Tönisstein), das dem Heiligen Antonius von der Sau geweiht war. Aus „Antonius-Stein“ entwickelte sich „Tönis-Stein“. Die heute noch gebräuchliche Zusatzbezeichnung „Heilbrunnen“ für die Quellen des Tönissteiner Mineralwassers ist historisch verwurzelt und geht auf Jakobus Theodorus tabernaemontanus balneologisches Werk „Neuer Wasserschatz“ aus dem 16. Jahrhundert zurück. In der Volkssprache wurde die Quelle auch Helpert genannt.

### Quellgebiet
Das Tönissteiner Mineralwasser entspringt aus einem unterirdischen Wasservorkommen der Vulkaneifel, einem Teil des Rheinischen Schiefergebirges. Die Quelle befindet sich rund fünf Kilometer Luftlinie vom Laacher See entfernt, das Mineralwasser wird direkt am Quellort abgefüllt.

### Ursprünge

#### Römerzeit
Archäologische Funde belegen, dass die Quelle bereits durch die Römer zwischen 48 v. Chr. und dem Ende der Kaiserzeit im Jahr 408 genutzt worden sein dürfte. Im Jahr 1862 fand man bei Wartungsarbeiten an einer Quellfassung fast hundert römische Münzen, darunter Silbermünzen mit Kaiserportraits von Caesar bis Konstantin. 1887 entdeckte man in unmittelbarer Nähe dieser Quelle eine weitere völlig verschüttete Quelle mit einer Fassung aus Brohltal-Tuffstein. In dieser lagen ebenfalls 238 meist bronzene römische Münzen aus der Zeit zwischen 48 v. Chr. und 408 n. Chr.

#### 19. Jahrhundert
Ab 1814 begann für die Tönissteiner Quelle ein neues Zeitalter. Die Quelle war damals unter Hoheit und im Besitz des preußischen Königshauses und wurde zeitweilig verpachtet. Der in Burgbrohl ansässige Arzt Karl Otto Jakob Ewich erkannte früh die heilsame Wirkung des Mineralwassers aus der Tönissteiner Quelle. Im Jahr 1850 regte Ewich die damaligen Pächter der Tönissteiner Quelle an, den Versand von Brunnenwasser aufzunehmen. Sodann wurden im Jahr 1852 bereits 24.000 Krüge versandt. Ewich verfolgte intensiv die Gründung eines "Kurbad Heilbronn bei Brohl". Seine Bemühungen sollten für ihn aber nie zum Erfolg führen. Mit Ablauf des Pachtvertrages tat sich Ewich im Jahr 1854 mit dem Brohler Stein- und Trasshändler Dominicus Zervas zusammen, um für eine neue Pachtzeit zu bieten. Zervas kündigte Ewich kurz vor dem Versteigerungstermin die Vereinbarung und ersteigerte die Pacht alleine für sich. Unermüdlich setzte sich Ewich nach seinem Fortzug aus Burgbrohl nach Köln auch in den Jahren 1854 bis 1859 weiterhin für die Gründung eines "Kurortes Tönisstein" ein. Dominicus Zervas und sein Schwiegersohn Baron Roderich von Mengershausen zogen aus einer letzten Denkschrift Ewichs etliche Anregungen für einen Kurort und bauten 1861 das baufällige Kurhaus in Tönisstein wieder auf. In den darauffolgenden 20 Jahren wurde der Kurort Tönisstein dann vorwiegend von holländischen Kurgästen besucht. 1884 (mit Ablauf des Pachtvertrages) wurde der Kurbetrieb aufgrund von mangelndem Gewinn eingestellt. 1886 wurden die Liegenschaften durch den Unternehmer August Thyssen gekauft. 1891 wiederum wurde der Mineralwasserbetrieb an die Familie Kerstiens verkauft, die bis heute im Besitz des Betriebes ist.

#### 20. Jahrhundert bis heute
Zu Anfang des 20. Jahrhunderts wurde die Brohltalbahn zwischen Brohl und Engeln in Betrieb genommen. Der Tönissteiner Privatbrunnen war einer der ersten großen Güterverkehrskunden der neuen Bahn.
1903 erhielt das Werk nach etlichen Erweiterungen und Ausbauten zusätzlich noch ein Kohlensäurewerk. 1929/1930 wurde durch eine Neubohrung eine weitere Quelle in 652 m Tiefe erschlossen.
1936 wurde Bad Tönisstein mit dem dazugehörigen großen Gelände erworben. Im Zweiten Weltkrieg war das Firmengelände ohne große Beschädigungen erhalten geblieben, Probleme gab es aber in der Nachkriegszeit aufgrund von fehlendem Leergut, das während des Krieges über das gesamte Kriegsgebiet verstreut worden war.
Bis heute erfolgten weitere Gebäudeausbauten und technische Erneuerungen. Das Familienunternehmen wird heute von der vierten Generation geführt.

## Chemische Zusammensetzung
| Stoff                 | Menge in mg/l |
| --------------------- | ------------- |
| Hydrogencarbonat      | 1367          |
| Natrium               | 109           |
| Magnesium             | 129           |
| Chlorid               | 32            |
| Calcium               | 170           |
| Sulfat                | 29            |
| Kalium                | 16,8          |
| Strontium             | 0,69          |
| Ammonium              | 0,03          |
| Fluorid               | 0,26          |
| Gelöstes Kohlendioxid | 7810          |

Tönissteiner gehört zu den mit Abstand magnesium- und calciumhaltigsten Mineralwässern Deutschlands und wird von der DLG als "zur besseren Magnesiumversorgung geeignet" klassifiziert.
Ein Liter Tönissteiner Mineralwasser deckt den Tagesbedarf der folgenden Mineralstoffe:
| Stoff     | Täglicher Bedarf nach RDA in % |
| --------- | ------------------------------ |
| Magnesium | 36 bis 42                      |
| Natrium   | 3,6 bis 5,3                    |
| Kalium    | 0,4 bis 0,54                   |
| Calcium   | 20                             |